# Club Balonmano Ademar León
El Club Balonmano Ademar León és un club d'handbol de la ciutat de Lleó (Castella i Lleó).

## Història
Els club es fundà el 1956. Va ser un grup d'alumnes aficionats a l'handbol, que estaven a punt de finalitzar els seus estudis al col·legi Marista San José, d'aquí ve el nom.(Asociación De Exalumnos MARistas). Fins al 1975 va jugar a categories inferiors. El 1982 va ser l'any del seu primer ascens a Divisió d'Honor, però va baixar l'any següent. Va tornar a pujar el 1985, però novament la seva experiència va durar només una temporada. Des que el 1994 va aconseguir entrar a la lliga Asobal ja no han baixat de categoria. La temporada 1995-96 obtingué per primer cop la possibilitat de jugar a Europa, a la City Cup. El 1996 es va classificar subcampió de lliga i subcampió de la Copa Asobal. Entre els seus títols més destacats cal remarcar una Lliga ASOBAL, una Copa ASOBAL, una Copa del Rei d'handbol i dues Recopes d'Europa. Disputa els seus partits al "Pabellón Municipal de los Deportes" amb capacitat per 6.000 espectadors.

## Títols
- 2 Recopa d'Europa (1998-99, 2004-05)[3]
- 1 Lliga ASOBAL (2000-01)[2]
- 1 Copa del Rei (2001-02)[2]
- 2 Copa ASOBAL (1998-99, 2008-09)[3]

## Jugadors destacats
- Staffan Olsson
- Viran Morros